# Gertrude Blanch

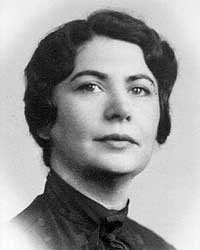
Gertrude Blanch

Gertrude K. Blanch (* als Gittel Kaimowitz am 21. Januarjul. / 2. Februar 1897greg. in Kolno, Russland; † 1. Januar 1996 in San Diego) war eine russisch-amerikanische Mathematikerin.

## Leben
Blanch kam 1907 aus Polen in die USA und ging in Brooklyn auf die High School mit dem Abschluss 1914. Danach arbeitete sie vierzehn Jahre als Angestellte in einem Hutladen in New York, um Geld für das College zu verdienen. Ab 1926 besuchte sie Abendkurse in Mathematik an der New York University. Zwei Jahre später begann sie dort ein Vollzeitstudium in Mathematik und Physik. 1935 wurde sie an der Cornell University mit der Abschlussnote summa cum laude promoviert (Properties of the Veneroni Transformation in S(4)). Sie war zeitweise Aushilfslehrerin am Hunter College und dann Buchhalterin, bevor sie 1938 technische Leiterin beim Mathematical Tables Project in New York City wurde, einem im Rahmen des Arbeitsbeschaffungsprogramms WPA des New Deal bestehenden umfangreichen Projekt zur Tabellierung mathematischer Funktionen, das bis 1948 andauerte. Die Rechnungen wurden noch mit Lochkartenmaschinen, menschlichen Rechnern und Tischrechenmaschinen ausgeführt und Blanch hatte die Aufsicht über die rund 450 Rechner. Zu ihren Mitarbeitern gehörte Ida Rhodes. Im Zweiten Weltkrieg war das Projekt im Dienst des Militärs. Nach dem Krieg war sie am Institut für Numerische Mathematik der University of California, Los Angeles (UCLA), und danach am Aerospace Research Laboratory der Wright-Patterson Air Force Base. 1967 ging sie in den Ruhestand und lebte in San Diego.

## Wirken
Sie veröffentlichte rund 30 Arbeiten über Numerische Mathematik (Approximation von Funktionen, Mathieu-Funktionen, Kettenbrüche und anderes).
1962 wurde sie Fellow der American Association for the Advancement of Science. 1964 erhielt sie von Präsident Lyndon B. Johnson den Federal Women´s Award.
1921 wurde sie US-amerikanische Staatsbürgerin.